# Amathay-Vésigneux
Amathay-Vésigneux ist eine französische Gemeinde mit 173 Einwohnern (Stand: 1. Januar 2022) im Département Doubs in der Region Bourgogne-Franche-Comté.

## Geographie
Amathay-Vésigneux liegt auf 671 m über dem Meeresspiegel, etwa zehn Kilometer südsüdöstlich von Ornans und 27 km südöstlich der Stadt Besançon (Luftlinie). Die Doppelgemeinde erstreckt sich im Jura, in einer Talmulde am südöstlichen Rand der Hochfläche von Amancey, am Nordfuß des Bois du Désert.
Die Fläche des 12,13 km² großen Gemeindegebiets umfasst einen Abschnitt des französischen Juras. Der zentrale Teil des Gebietes wird von der Mulde von Amathay eingenommen, die durchschnittlich auf 660 m liegt. Sie wird vom Ruisseau de Raffenot nach Nordosten zur Loue entwässert. Im Norden reicht der Gemeindeboden auf die gewellte Hochfläche des Plateaus von Amancey (bis 719 m). Es ist überwiegend von Wiesland bestanden, weist aber auch einige größere Waldflächen auf. Nach Süden erstreckt sich das Gemeindeareal auf den bewaldeten Höhenrücken des Bois du Désert, der in geologisch-tektonischer Hinsicht eine Antiklinale bildet und gemäß der Streichrichtung des Juras in dieser Region in Richtung Westsüdwest-Ostnordost orientiert ist. Hier wird mit 921 m die höchste Erhebung von Amathay-Vésigneux erreicht.
Die Doppelgemeinde besteht aus den Ortsteilen Amathay (670 m) und Vésigneux (660 m) in der Talmulde am Nordfuß des Bois du Désert. Nachbargemeinden von Amathay-Vésigneux sind Chantrans im Norden, Longeville im Osten, Évillers und Septfontaines im Süden sowie Levier und Reugney im Westen.

## Geschichte
Im Mittelalter gehörten Amathay und Vésigneux zur Herrschaft Maillot. Die Pfarrkirche wird im 13. Jahrhundert urkundlich erwähnt. Zusammen mit der Franche-Comté gelangten beide Dörfer mit dem Frieden von Nimwegen 1678 an Frankreich. Seit der Zeit der Französischen Revolution bilden Amathay und Vésigneux eine Doppelgemeinde.

## Sehenswürdigkeiten
Die heutige Kirche Saint-Martin in Vésigneux wurde von 1874 bis 1875 neu erbaut und 1996 letztmals restauriert. Vor der Kirche steht ein Calvaire aus dem 15. Jahrhundert.

## Bevölkerung
| Jahr                       | 1962 | 1968 | 1975 | 1982 | 1990 | 1999 | 2006 | 2016 |
| Einwohner                  | 224  | 192  | 153  | 141  | 149  | 129  | 134  | 163  |
| Quellen: Cassini und INSEE |      |      |      |      |      |      |      |      |

Mit 173 Einwohnern (1. Januar 2022) gehört Amathay-Vésigneux zu den kleinsten Gemeinden des Département Doubs. Nachdem die Einwohnerzahl in der ersten Hälfte des 20. Jahrhunderts markant abgenommen hatte (1896 wurden noch 426 Personen gezählt), wurden seit Beginn der 1980er Jahre nur noch relativ geringe Schwankungen verzeichnet.

## Wirtschaft und Infrastruktur
Amathay-Vésigneux war bis weit ins 20. Jahrhundert hinein ein vorwiegend durch die Landwirtschaft, insbesondere Milchwirtschaft und Viehzucht, sowie durch die Forstwirtschaft geprägtes Dorf. Daneben gibt es heute einige Betriebe des lokalen Kleingewerbes. Viele Erwerbstätige sind auch Wegpendler, die in den größeren Ortschaften der Umgebung ihrer Arbeit nachgehen.
Die Ortschaft liegt abseits der größeren Durchgangsstraßen an der Departementsstraße 32, die von Amancey nach Lods führt. Weitere Straßenverbindungen bestehen mit Septfontaines und Chantrans.